# Antonio Raul Corbo
Antonio Raul Corbo est un acteur américain né le 10 juillet 2009 à San Antonio au Texas.

## Filmographie

### Cinéma
- 2018 : Le Retour de Mary Poppins : le garçon
- 2018 : City of Lies : Russell Poole Jr.
- 2019 : Comme des bêtes 2 : voix additionnelles
- 2019 : La Reine des neiges 2 : voix additionnelles
- 2020 : Bob l'éponge, le film : Éponge en eaux troubles : Bob l'éponge jeune
- 2020 : The Opening Act : le jeune garçon
- 2021 : Violet : Samuel
- 2024 : The Life of Chuck de Mike Flanagan : Brian Krantz

### Télévision
- 2016 : New Girl : Nikolaj Boyle (1 épisode)
- 2016-2020 : Brooklyn Nine-Nine : Nikolaj Boyle (6 épisodes)
- 2017 : Distefano : Nino Jr.
- 2018 : Alone Together : Bobby (1 épisode)
- 2018 : Great News : Chuck à 6 ans (1 épisode)
- 2018 : Harley : Le Cadet de mes soucis : Hunter (1 épisode)
- 2018 : Alexa and Katie : un étudiant (1 épisode)
- 2018 : The Guest Book : Sam (1 épisode)
- 2018 : Mean Jean : Auggie
- 2018-2019 : Ours pour un et un pour t'ours : voix additionnelles (3 épisodes)
- 2019 : Into the Dark : Tate (1 épisode)
- 2019-2020 : The Rocketeer : Ben (4 épisodes)
- 2020 : Broke : Sammy (13 épisodes)
- 2020 : Elena d'Avalor : voix additionnelles (1 épisode)
- 2020 : Infinity Train : Apex Kid (2 épisodes)
- 2020 - 2021 : La Colo magique : Oscar, Baby Dylan et autres personnages (30 épisodes)
- 2021 : 9-1-1 : Aveuglé  (saison 4 épisode 9)  : Jacob